# Єльнінський район
Єльнінський район (рос. Ельнинский район) — адміністративна одиниця Смоленської області Російської Федерації.
Адміністративний центр — Єльня.

## Географія
Територіально район межує: на півночі з Дорогобузьким районом, на північному сході із Угранським, на заході із Глінківським, на південному заході із Починківським, на півдні з Рославльським. На сході район межує з Калузької областю. Площа району — 1808,15 км².

## Історія
Єльнінський повіт утворено в 1775 році. В 1796 році було скасовано, в 1802 році створено знову. В 1928 повіт було скасовано і в 1929 році створено Єльнінський район.

## Адміністративний поділ
До складу району входять одне міське та 10 сільських поселень:
| Муніципальне утворення            | Чисельність населення, ос. | Площа, км² | Адміністративний центр |
| --------------------------------- | -------------------------- | ---------- | ---------------------- |
| Єльнінське міське поселення       | 10,61 тис.                 | 86,0       | місто Єльня            |
| Бобровицьке сільське поселення    | 0,76 тис.                  | 219,8      | село Богородицьке      |
| Коробецьке сільське поселення     | 0,84 тис.                  | 177,23     | село Коробець          |
| Леонідовське сільське поселення   | 0,58 тис.                  | 143,9      | село Шарапово          |
| Мазовське сільське поселення      | 0,19 тис.                  | 132,4      | село Мазово            |
| Малишевське сільське поселення    | 0,42 тис.                  | 123,45     | село Мале Павлово      |
| Мутищенське сільське поселення    | 0,64 тис.                  | 204,79     | село Старе Мутище      |
| Новоспаське сільське поселення    | 0,63 тис.                  | 131,21     | село Лапіно            |
| Пронінське сільське поселення     | 0,43 тис.                  | 95,87      | село Проніно           |
| Рождєственське сільське поселення | 0,52 тис.                  | 142,7      | село Феніно            |
| Теренінське сільське поселення    | 0,38 тис.                  | 138,0      | село Тереніно          |